# Lisle-en-Rigault
Lisle-en-Rigault és un municipi francès situat al departament del Mosa i a la regió del Gran Est. L'any 2007 tenia 538 habitants.

## Demografia

### Població
El 2007 la població de fet de Lisle-en-Rigault era de 538 persones. Hi havia 228 famílies, de les quals 60 eren unipersonals (24 homes vivint sols i 36 dones vivint soles), 76 parelles sense fills, 84 parelles amb fills i 8 famílies monoparentals amb fills.
La població ha evolucionat segons el següent gràfic:
Habitants censats

### Habitatges
El 2007 hi havia 253 habitatges, 228 eren l'habitatge principal de la família, 7 eren segones residències i 18 estaven desocupats. 237 eren cases i 16 eren apartaments. Dels 228 habitatges principals, 189 estaven ocupats pels seus propietaris, 34 estaven llogats i ocupats pels llogaters i 5 estaven cedits a títol gratuït; 1 tenia una cambra, 8 en tenien dues, 32 en tenien tres, 63 en tenien quatre i 124 en tenien cinc o més. 143 habitatges disposaven pel capbaix d'una plaça de pàrquing. A 98 habitatges hi havia un automòbil i a 89 n'hi havia dos o més.

### Piràmide de població
La piràmide de població per edats i sexe el 2009 era:
| Homes | Edats   | Dones |
| ----- | ------- | ----- |
| 0     | 95 o +  | 0     |
| 0     | 90 a 94 | 0     |
| 4     | 85 a 89 | 8     |
| 4     | 80 a 84 | 0     |
| 8     | 75 a 79 | 16    |
| 28    | 70 a 74 | 16    |
| 8     | 65 a 69 | 16    |
| 20    | 60 a 64 | 20    |
| 28    | 55 a 59 | 16    |
| 8     | 50 a 54 | 12    |
| 24    | 45 a 49 | 16    |
| 16    | 40 a 44 | 24    |
| 12    | 35 a 39 | 16    |
| 24    | 30 a 34 | 16    |
| 8     | 25 a 29 | 20    |
| 16    | 20 a 24 | 0     |
| 12    | 15 a 19 | 12    |
| 32    | 10 a 14 | 8     |
| 4     | 5 a 9   | 20    |
| 24    | 0 a 4   | 8     |

## Economia
El 2007 la població en edat de treballar era de 335 persones, 244 eren actives i 91 eren inactives. De les 244 persones actives 211 estaven ocupades (117 homes i 94 dones) i 33 estaven aturades (19 homes i 14 dones). De les 91 persones inactives 32 estaven jubilades, 31 estaven estudiant i 28 estaven classificades com a «altres inactius».

### Ingressos
El 2009 a Lisle-en-Rigault hi havia 235 unitats fiscals que integraven 540,5 persones, la mediana anual d'ingressos fiscals per persona era de 18.330 €.

### Activitats econòmiques
Dels 14 establiments que hi havia el 2007, 1 era d'una empresa alimentària, 1 d'una empresa de fabricació d'altres productes industrials, 2 d'empreses de construcció, 3 d'empreses de comerç i reparació d'automòbils, 1 d'una empresa d'hostatgeria i restauració, 1 d'una empresa immobiliària, 1 d'una empresa de serveis, 3 d'entitats de l'administració pública i 1 d'una empresa classificada com a «altres activitats de serveis».
Dels 2 establiments de servei als particulars que hi havia el 2009, 1 era un taller de reparació d'automòbils i de material agrícola i 1 electricista.
L'únic establiment comercial que hi havia el 2009 era una fleca.
L'any 2000 a Lisle-en-Rigault hi havia 8 explotacions agrícoles.

## Equipaments sanitaris i escolars
El 2009 hi havia una escola elemental.

## Poblacions més properes
El següent diagrama mostra les poblacions més properes.